# 皮古宗
皮古宗（法語：Puygouzon，法語發音：[pɥiɡuzɔ̃]）是法国奥克西塔尼大区塔恩省的一个市镇，位于该省中部，属于阿尔比区和大阿尔比城市圈公共社区。2017年1月1日，相邻的代纳堡整体并入本市镇。

## 地理
皮古宗（43°53'33"N, 2°10'11"E）面积19.96 平方千米，位于法国奧克西塔尼大區塔恩省，该省份为法国南部内陆省份，北起顺时针与阿韦龙省、埃罗省、奥德省、上加龙省和塔恩-加龙省接壤。
与皮古宗接壤的市镇（或旧市镇、城区）包括：阿尔比、代纳、弗雷热罗勒、拉米拉里耶、萨列斯。
皮古宗的时区为UTC+01:00、UTC+02:00（夏令时）。

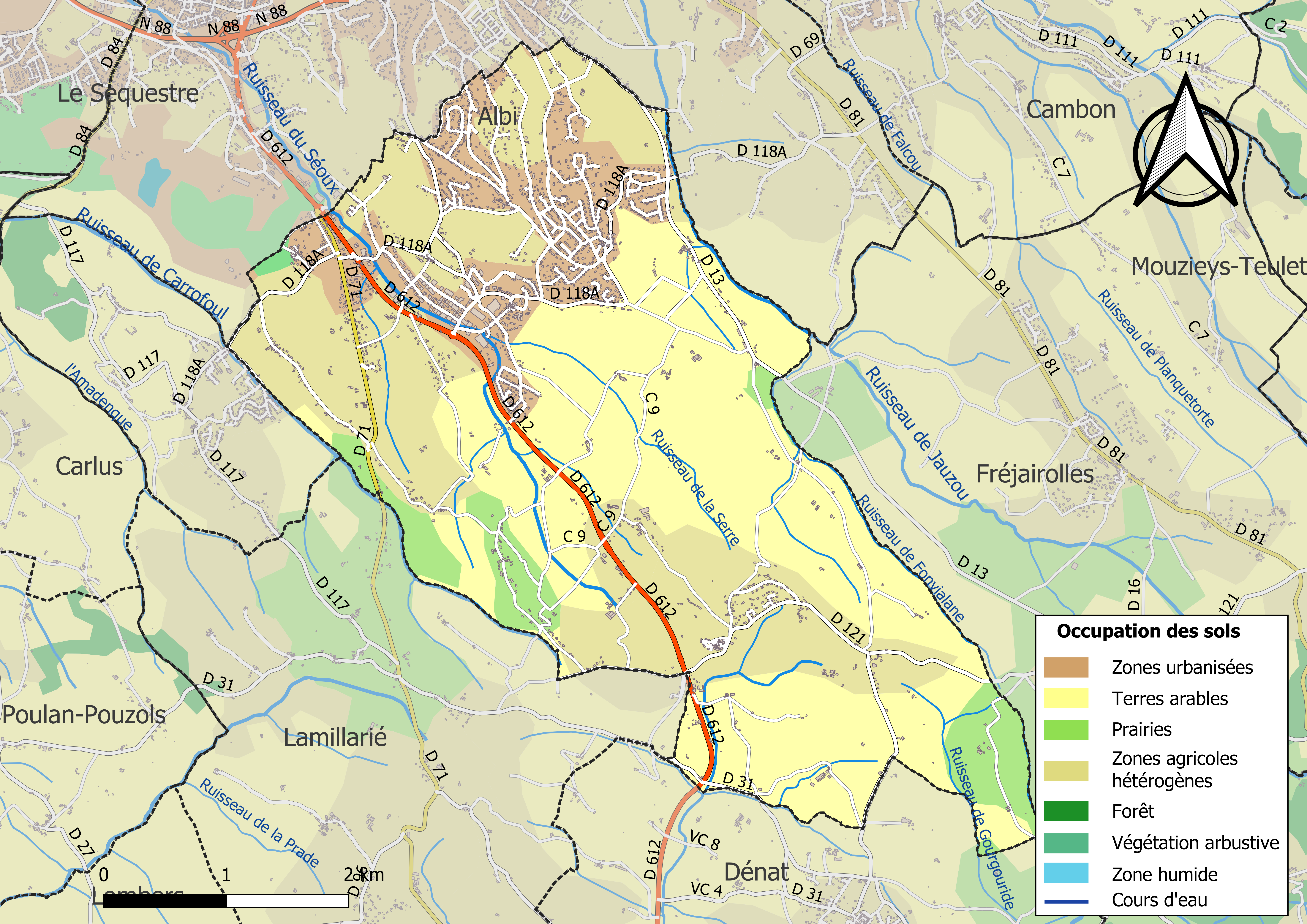
皮古宗的OSM定位图

## 行政
皮古宗的邮政编码为81990，INSEE市镇编码为81218。

## 政治
皮古宗所属的省级选区为阿尔比第二县。

## 人口

1962-2008年间皮古宗人口变化图示

皮古宗于2022年1月1日时的人口数量为3549人。